# Эд, Иоанн

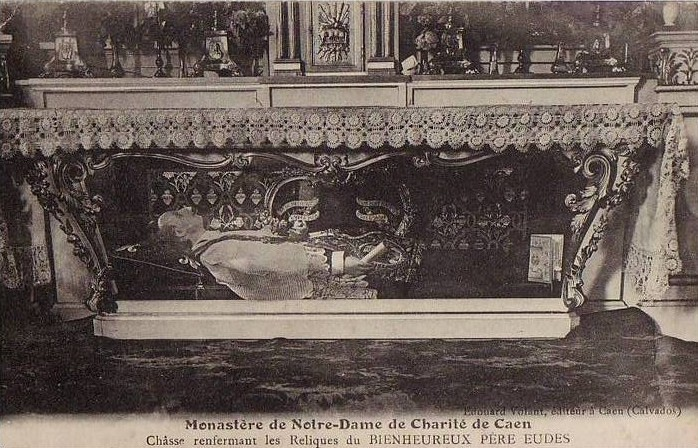
Мощи святого Иоанна Эда

Иоанн Эд (фр. Jean Eudes, 14 ноября 1601[…], Ри — 19 августа 1680[…], Кан) — католический святой, священник, монах, основатель женской монашеской конгрегации «Объединение Сестёр Пресвятой Девы Марии Милосердия». 

## Биография
Получив среднее образование в иезуитской школе в Кане, Иоанн Эд 25 марта 1623 года вступил в мужскую монашескую конгрегацию ораторианцев Иисуса. 20 декабря 1625 года был рукоположён в священника. Был знаком с кардиналом Пьером де Берюлем, который поддерживал его в благотворительной деятельности среди больных чумой. Путешествовал по Франции, зарекомендовав себя хорошим проповедником.
В 1641 году Иоанн Эд основал женскую монашескую конгрегацию «Сёстры Пресвятой Девы Марии Милосердного Утешения», которая была утверждена Римским папой Александром VII в 1666 году.
В 1643 году с одобрения кардинала Армана Ришельё Иоанн Эд оставил конгрегацию ораторианцев Иисуса и стал заниматься образовательной и педагогической деятельностью среди священников. 25 марта 1643 года он основал общество апостольской жизни «Конгрегация Иисуса и Марии», которое стало заниматься образовательной деятельностью в семинариях и католических приходах. В 1674 года Римский папа Климент X утвердил устав Конгрегации Иисуса и Марии.
Благодаря деятельности Иоанна Эда в Католической церкви распространилось почитание Святейшего Сердца Иисуса (в первый раз праздник Святейшего Сердца Иисуса отмечался в 1672 году) и Непорочного Сердца Пресвятой Девы Марии (впервые отмечался в 1648 году).

## Сочинения
Иоанн Эд написал несколько богословских сочинений, в которых описывал учение о Святейшем Сердце Иисуса:
- La Vie et le Royaume de Jésus (Жизнь и Царство Иисуса, 1637)
- Le contrat de l’homme avec Dieu par le Saint Baptême (Договор человека с Богом через Святое Крещение, 1654)
- Le Bon Confesseur (Добрый исповедник, 1666)
- Le Mémorial de la vie Ecclésiastique (Памятник церковной жизни)
- Le Prédicateur Apostolique (Апостольский проповедник)
- Le Cœur Admirable de la Très Sainte Mère de Dieu (Предивное Сердце Пресвятой Богородицы)

## Прославление
25 апреля 1909 года папа Пий X причислил Иоанна Эда к лику блаженных. 31 мая 1925 года папа Пий XI причислил его к лику святых.
День памяти — 19 августа.